# ایسونا
ایسونا (به اسپانیایی: Aicuña) یک منطقهٔ مسکونی در آرژانتین است که در ایالت لا ریوخا، آرژانتین واقع شده‌است.